# Lijst van fabrieksschoorstenen in Horst aan de Maas
Dit is een onvolledige Lijst van fabrieksschoorstenen in de gemeente Horst aan de Maas. In deze lijst zijn zowel voormalige als nog bestaande pijpen/schoorstenen opgenomen die ooit deel uitmaakte van zuivelfabrieken, steenfabrieken e.d.
| Afbeelding | Fabrieksnaam                              | Plaats           | Bouw | Sloop           | Hoogte       | Huidige status | Extra informatie                                                                 |
| ---------- | ----------------------------------------- | ---------------- | ---- | --------------- | ------------ | -------------- | -------------------------------------------------------------------------------- |
|            | Melkfabriek                               | Broekhuizenvorst |      | Nog bestaand    |              |                |                                                                                  |
|            | Stoomzuivelfabriek Sint-Lambertus         | Horst            | 1911 | 1961            |              | n.v.t.         |                                                                                  |
|            | Textielfabriek Rutten                     | Horst            |      | Ca. 1970        |              | n.v.t          |                                                                                  |
|            | Stoomsteenfabriek Tienray (De Boerenoven) | Tienray          | 1914 | 11 juli 1998    |              | n.v.t.         | De schoorsteen werd in 1944 door de Duitsers verwoest en in 1945 weer opgebouwd. |
|            | Stoomsteenfabriek Tienray (De Boerenoven) | Tienray          | 1914 | Ca. 2002        | Ca. 10 meter | n.v.t.         |                                                                                  |
|            | Steenfabriek Van Daal en Co               | Tienray          | 1914 | 18 januari 1980 |              | n.v.t.         | De schoorsteen werd in 1944 door de Duitsers verwoest en in 1945 weer opgebouwd. |